# Resolutie 70 Veiligheidsraad Verenigde Naties
Resolutie 70 van de Veiligheidsraad van de Verenigde Naties van 7 maart 1949 werd aangenomen met acht stemmen tegen geen. Egypte, Oekraïne en de Sovjet-Unie onthielden zich.

## Inhoud
De Veiligheidsraad besloot:
1. De Trustschapsraad te vragen de functies in de artikelen °87[1] en °88[2] in het Handvest van de Verenigde Naties in verband met de politieke-, economische-, sociale- en onderwijskundige vooruitgang van de inwoners van strategische gebieden uit te voeren.
2. De Trustschapsraad te vragen om de enquête zoals in artikel °88[2] en eventuele amendementen erop één maand voor deze naar de beherende autoriteit (van het mandaatgebied) wordt gestuurd naar de Veiligheidsraad te sturen.
3. De secretaris-generaal te vragen de Veiligheidsraad te adviseren over alle ontvangen rapporten en petities over de mandaatgebieden en kopieën ervan naar de Trustschapsraad te sturen ter studie en rapportering aan de Veiligheidsraad.
4. De Trustschapsraad te vragen rapporten en aanbevelingen in verband met de politieke-, economische-, sociale- en onderwijskundige vooruitgang van de inwoners van haar mandaatgebieden naar de Veiligheidsraad te sturen.

## Verwante resoluties
- Resolutie 21 Veiligheidsraad Verenigde Naties over voormalige Duitse koloniën in de Grote Oceaan.

Lijst ·  67 ·  68 ·  69 ·  70 ·  71 ·  72 ·  73 ·  74 ·  75 ·  76 ·  77 ·  78